# Wawel-Kathedrale

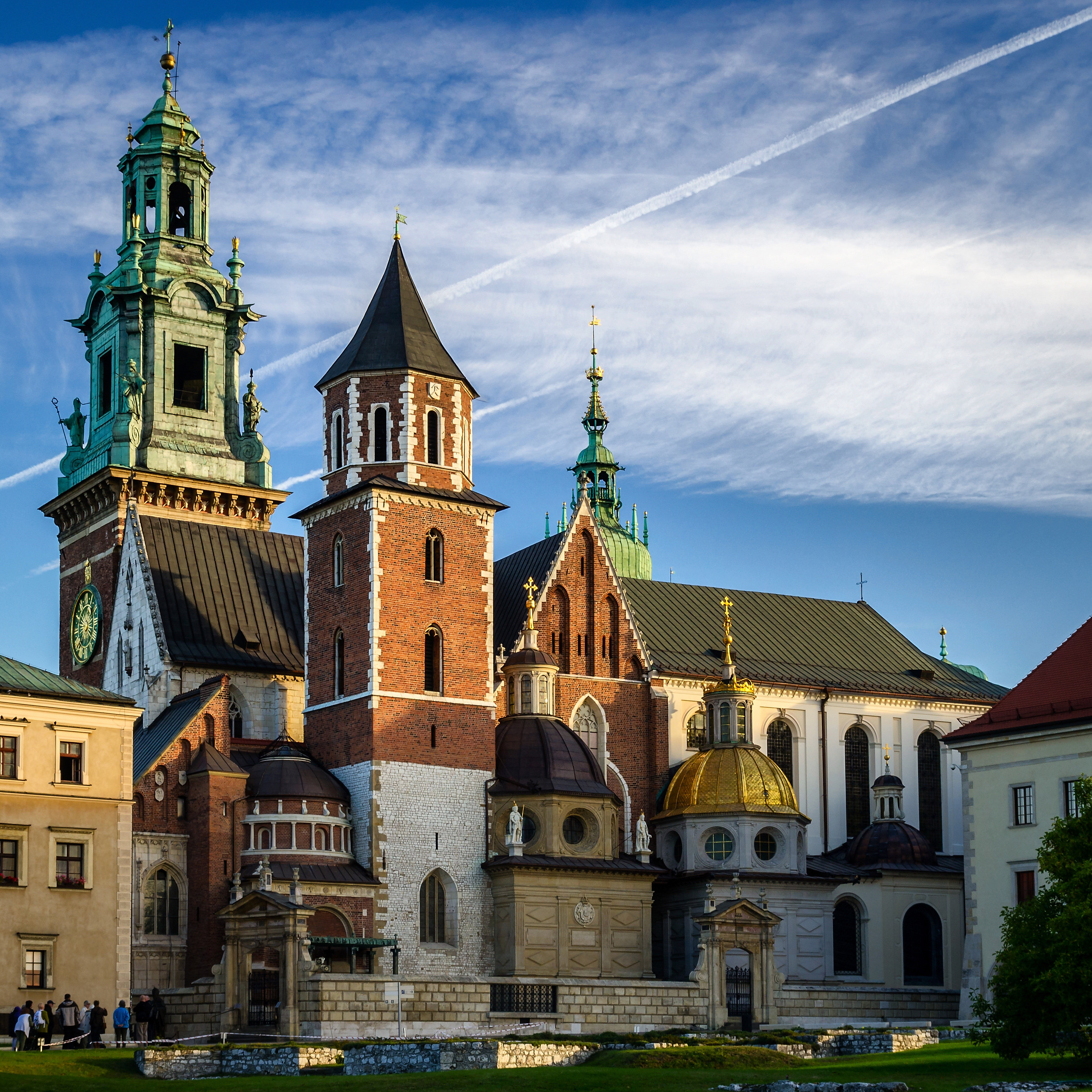
Wawel-Kathedrale

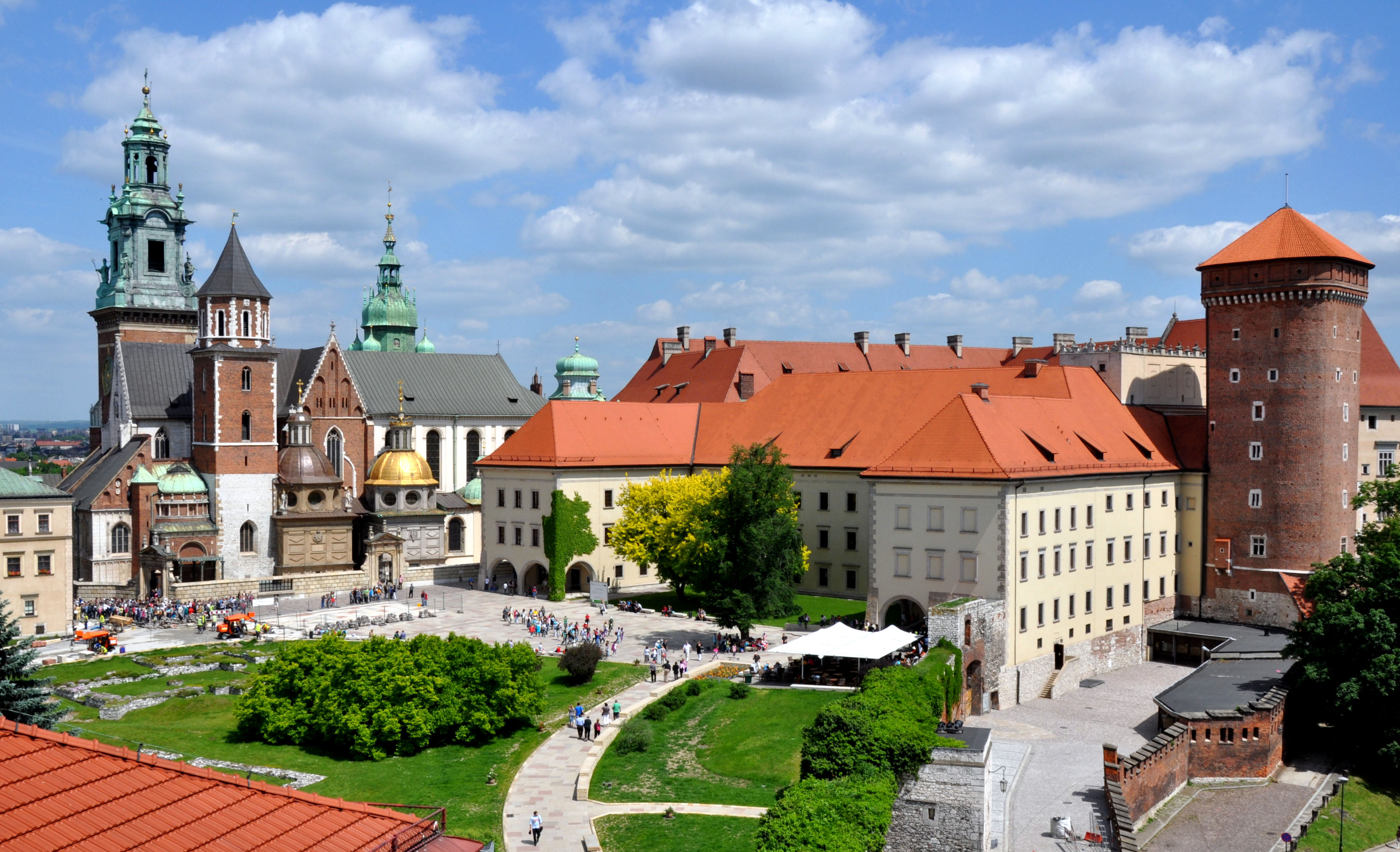
Kathedrale (links) und Schloss auf dem Wawel

Die Kathedrale St. Stanislaus und Wenzel auf dem Wawel (polnisch Bazylika archikatedralna św. Stanisława i św. Wacława na Wawelu), kurz Wawel-Kathedrale (Katedra Wawelska), ist die ehemalige Krönungs- und Begräbniskirche der Könige von Polen in Krakau. Gegründet um 1000 während der Herrschaft von Bolesław I., ist sie einer der bedeutendsten Orte der polnischen Geschichte und gehört seit 1978 zum UNESCO-Welterbe.

## Lage

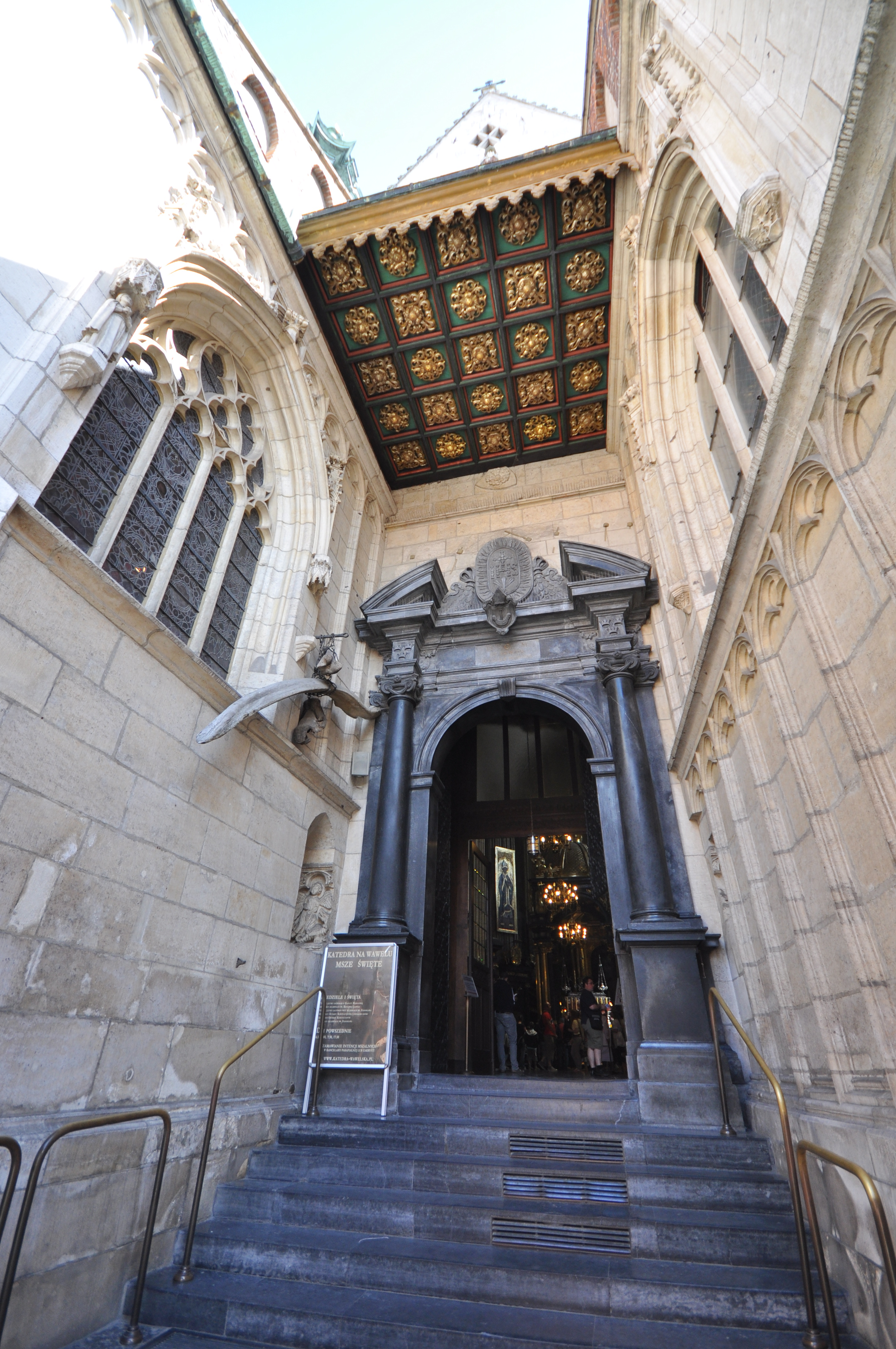
Haupteingang

Lage der Kathedrale am Wawelhügel in Krakau

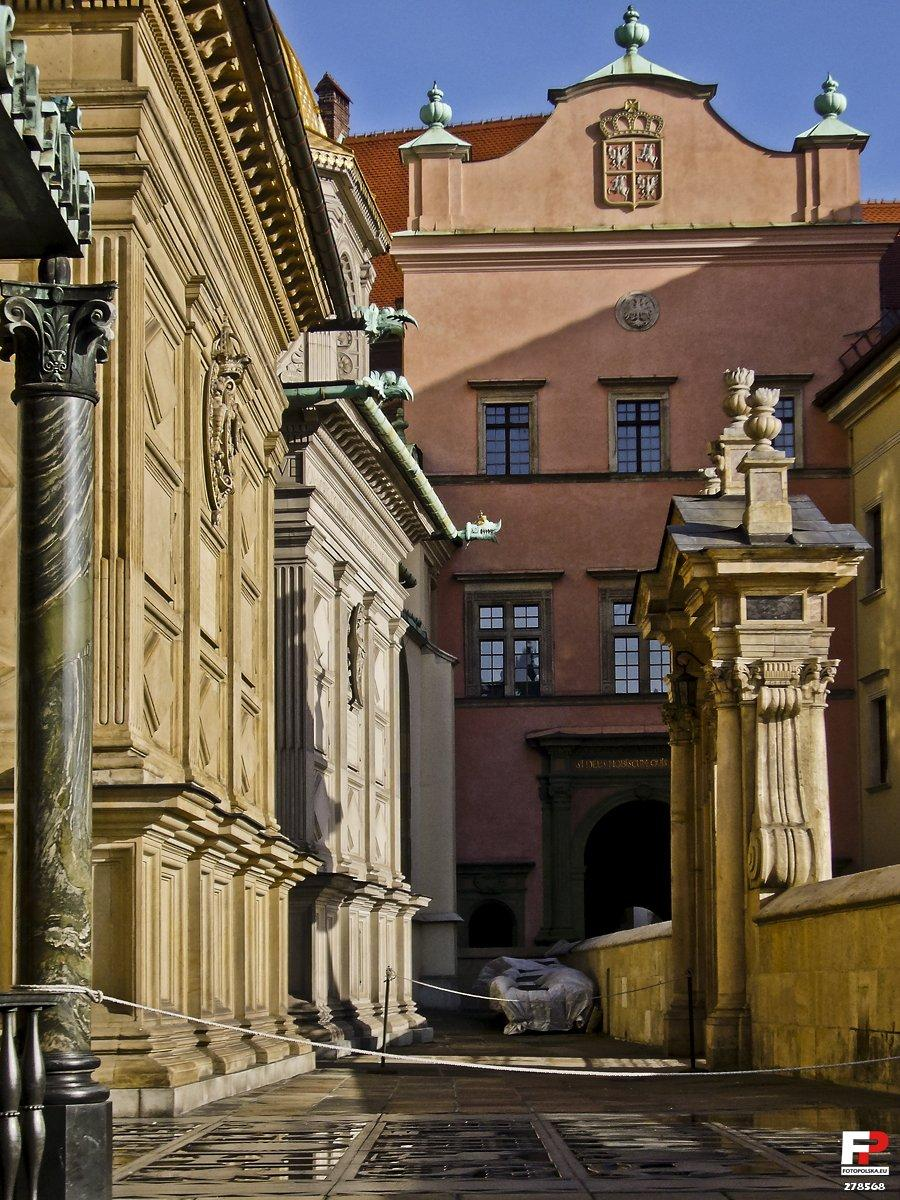
Seiteneingang

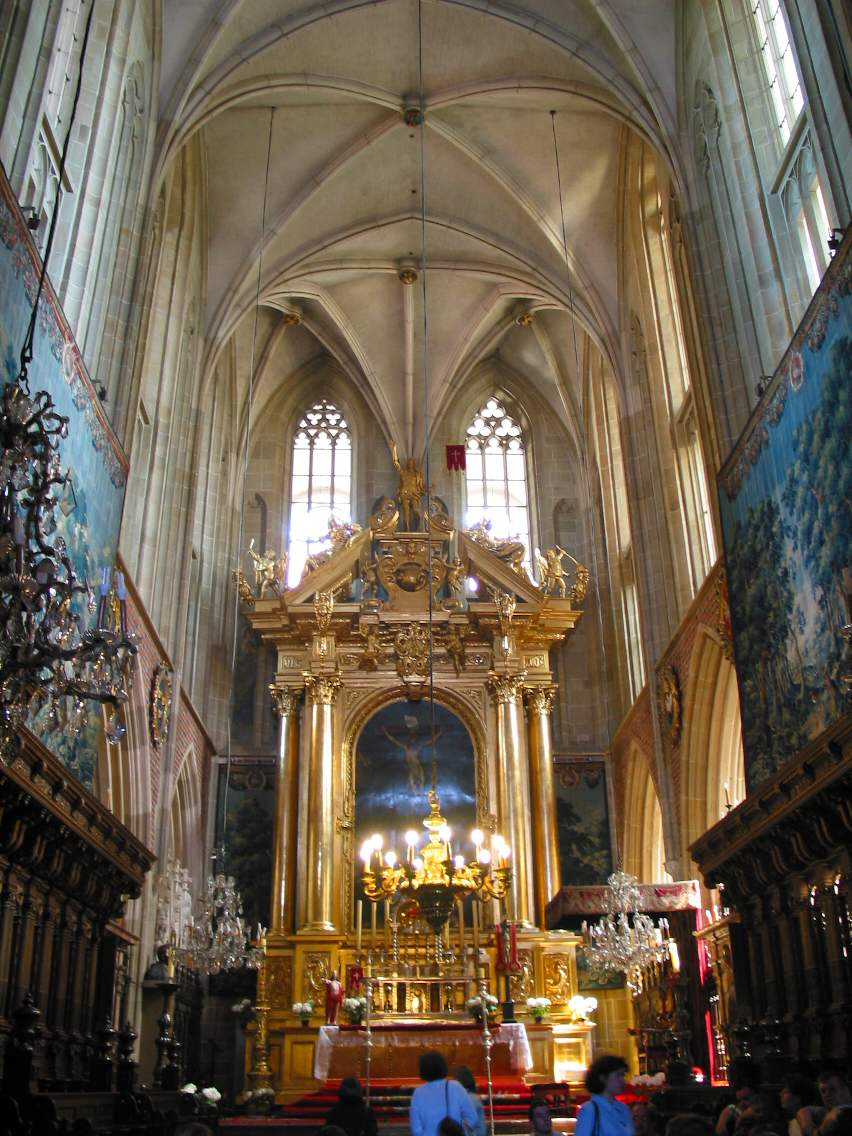
Innenansicht zum Hochaltar

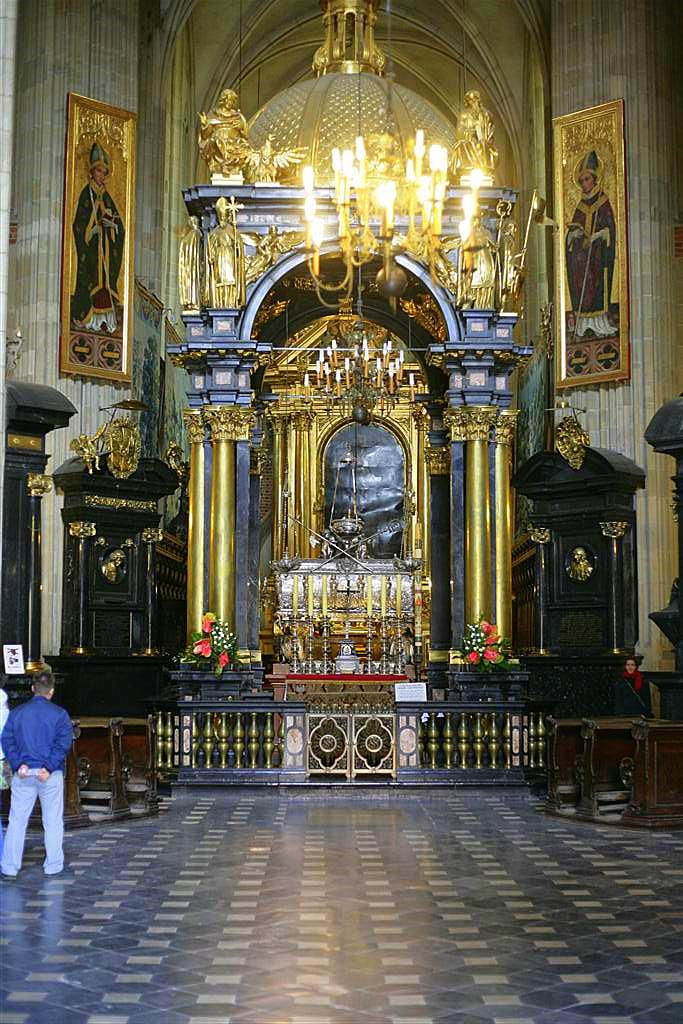
Stanislaus-Mausoleum

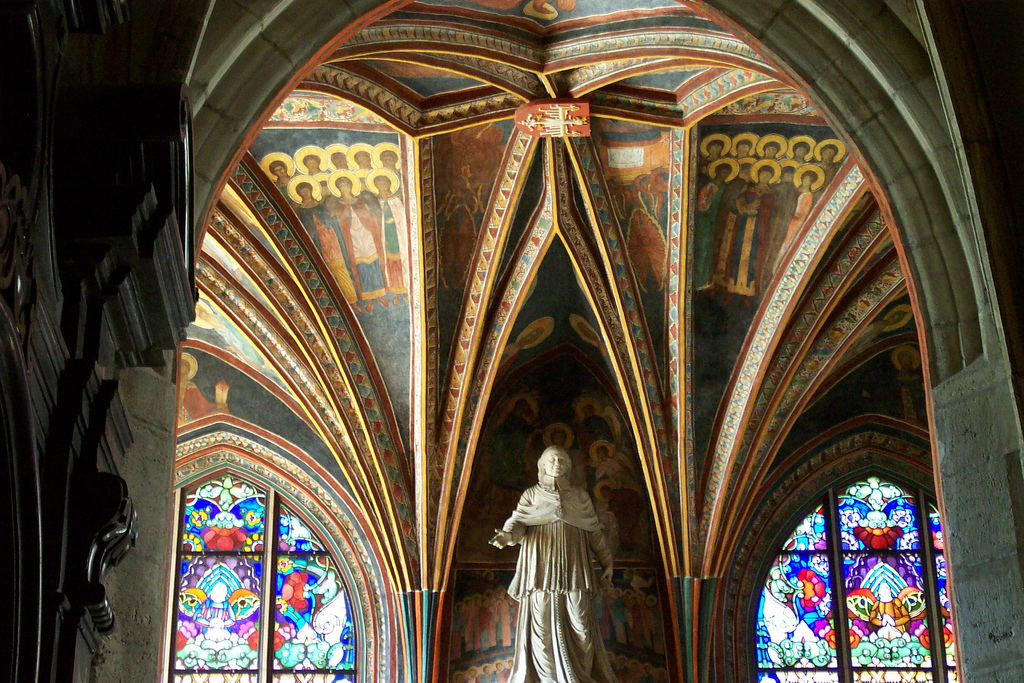
Heilig-Kreuz-Kapelle

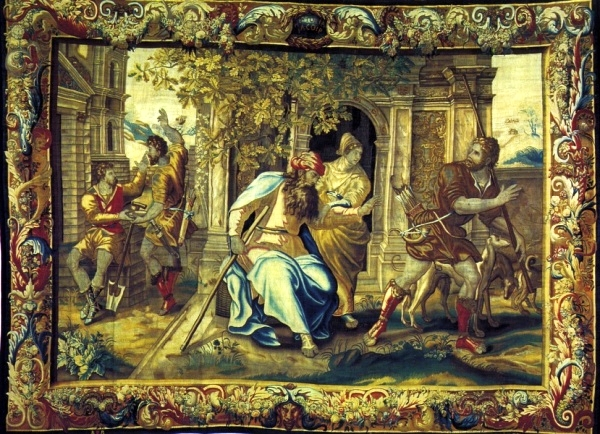
Wandteppiche von Jacob van Zeunen

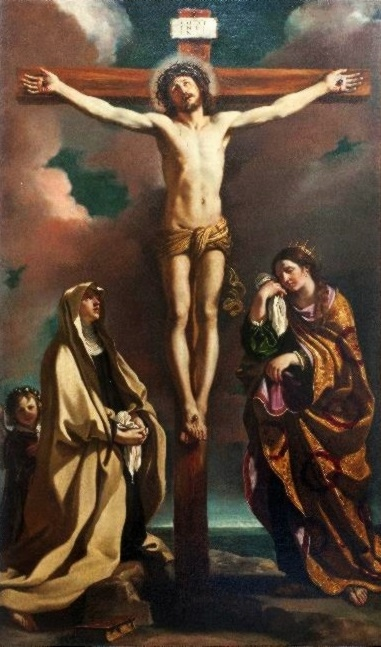
Guercinos Kreuzigung

Die Kathedrale befindet sich außerhalb der Altstadt von Krakau auf einer Kalksteinformation, dem so genannten Wawel, der sich etwa 25 Meter über dem linken Ufer der Weichsel erhebt. Auf der Plattform des Hügels, die sich geschützt durch hohe Mauern und Türme als Festung präsentiert, ist die Kathedrale Teil eines vielfältigen architektonischen Ensembles, das sich dort im Laufe der Jahrhunderte um die mittelalterliche Residenz der Herzöge und Könige von Polen – die Burg Wawel – und um die Kathedrale entwickelt hat.
Der Ort, dessen Sonderstellung durch die abgehobene Lage hoch über der Stadt unterstrichen wird, ist für Polen von besonderer Bedeutung, da sich dort vom 11. bis zum 16. Jahrhundert die Herrscherresidenz und damit das Zentrum weltlicher Macht sowie durch die Residenz des Bischofs von Krakau und durch die Kathedrale zugleich auch das Zentrum geistlicher Macht befand. Als Grabstätte von Heiligen, Königen, Fürsten, Bischöfen und Helden wurde er zum Nationalheiligtum. Kein Wunder daher, dass die Kathedrale als „Augapfel“ der Jagiellonen galt.

## Geschichte
Die Wawel-Kathedrale hat eine tausendjährige Geschichte als Bischofskirche des um das Jahr 1000 entstandenen Bistums Krakau. Der im Wesentlichen gotische Sakralbau gilt als ein polnisches Nationaldenkmal, da er als Krönungs- und Gruftkirche der meisten Könige von Polen fungierte. Außerdem beherbergt er die Grabstätten der Bischöfe von Krakau sowie herausragender polnischer Staatsmänner, Feldherren und Künstler.
An der Stelle der heutigen Kirche gab es zwei Vorgängerbauten: die St.-Wenzels-Kathedrale von 1020 (zerstört 1038 durch den tschechischen Fürsten Břetislav) und die 1142 geweihte dreischiffige romanische Kathedrale mit dem Grab des heiligen Bischofs und Märtyrers Stanislaus aus Szczepanów. Dieser Bau fiel 1305 einem Brand zum Opfer; nur die St.-Leonhards-Krypta blieb erhalten. Einige Jahre später begann Bischof Nanker den Bau einer gotischen Kathedrale, die 1346, nach 40 Jahren Bauzeit, vollendet wurde. Da Krakau bis 1609 Polens Hauptstadt war und am Wawelhügel das Königsschloss stand, diente die Kathedrale zugleich als Hofkirche, und in der Gruft wurden Polens Könige bestattet.
Nach dem Mittelalter wurden der Kathedrale mehrere Kapellen hinzugefügt. An der Südwand der Kathedrale schuf Bartholomeo Berrecci aus Florenz die Sigismund-Kapelle (1517–1533) im Auftrag König Sigismunds I. des Älteren. Die überkuppelte Kapelle auf quadratischem Grundriss ist kunsthistorisch bedeutend. Dort befinden sich die Grablegen des Königs Sigismund I. und seiner Kinder, König Sigismund II. August und Anna Jagiellonica. Von König Kasimir IV. Andreas ist eine plastische Darstellung seiner Person auf einer Tumba von Veit Stoß erhalten. Eine Grabplatte des Künstlers Hermann Vischer der Jüngere erinnert an Kardinal Friedrich Jagiello. Ein weiteres bedeutendes Grabmal stammt von Władysław I. Ellenlang aus der ersten Hälfte des 14. Jahrhunderts. In der Marienkapelle befindet sich das Grabmal für König Stephan Báthory, das um 1594 von dem italienischen Bildhauer Santi Gucci errichtet wurde.
Im Sigismund-Glockenturm, in der zweiten Hälfte des 14. Jahrhunderts als Teil der Befestigungsanlagen erbaut, befindet sich die ehrwürdigste Glocke Polens, „Sigismundus“ genannt. Polens heilige Königin Jadwiga (Hedwig von Polen) wurde 1399 in der Kathedrale bestattet. Im 17. Jahrhundert wurde in der Vierung das Mausoleum des hl. Stanislaus errichtet.
Im 18. Jahrhundert wurden Teile des Baus und der Innenausstattung barockisiert. Von 1964 bis 1978 war die Krakauer Kathedra Bischofskirche von Kardinal Karol Wojtyła (später Papst Johannes Paul II.), der in diesem Zeitraum Erzbischof des Erzbistums Krakau war. 1946 hatte er bereits in der Leonhardskrypta seine Primiz gefeiert.

## Inneneinrichtung
|  | 1. Sigismundus-Glockenturm 2. Schatzkammer 3. Czartoryski-Kapelle 4. Rogowski-Kapelle 5. Maciejewski-Kapelle 6. Lipski-Kapelle 7. Skotnicki-Kapelle 8. Zebrzydowski-Kapelle 9. Sakristei 10. Gamrat-Kapelle 11. Marienkapelle 12. Tomicki-Kapelle | 13. Załuski-Kapelle 14. Jan-Olbracht-Kapelle 15. Zadzik-Kapelle 16. Konarski-Kapelle 17. Sigismund-Kapelle 18. Vasa-Kapelle 19. Szafraniec-Kapelle 20. Potocki-Kapelle 21. Heilig-Kreuz-Kapelle 22. Königin-Sophie-Kapelle 23. Stanislaus-Mausoleum 24. Hauptaltar |

## Orgel
Die erste große Orgel der Wawel-Kathedrale war ein Instrument, das in der Zeit von 1502 bis 1506 von Stanisław Komorowski gebaut wurde – vermutlich im Hauptschiff. Im Laufe der Zeit wurde diese Orgel mehrfach restauriert, reorganisiert und erweitert. Über ihr weiteres Schicksal ist jedoch nichts mehr bekannt.
Nachdem die Kathedrale 1756–58 eine neue spätbarocke Musikempore erhalten hatte, baute dort 1785–88 Ignacy Ziernicki das verändert erhaltene heutige Instrument. Wesentliche Instandsetzungen und Veränderungen auch in der Disposition durchlief es 1870–71 durch Ignacy Wojciechowski, 1912 durch Kazimierz Żebrowski sowie 1934 durch Wacław Biernacky, der unter anderem die Trompet 8′ und die Puzon 16′ hinzufügte. Ein nach der 1986 durch Adam Kołpanowicz durchgeführten Renovierung angedachter Neubau wurde wieder verworfen.
Das Instrument hat heute 32 Register auf zwei Manualen und Pedal in folgender Disposition:
| I. Manual C–a3 |                |       |
| 1.             | Bourdon        | 16′   |
| 2.             | Pryncypał      | 8′    |
| 3.             | Flet major     | 8′    |
| 4.             | Gemshorn       | 8′    |
| 5.             | Gamba          | 8′    |
| 6.             | Portunal       | 8′    |
| 7.             | Oktawa         | 4′    |
| 8.             | Flet minor     | 4′    |
| 9.             | Róg            | 4′    |
| 10.            | Kwinta         | 2 ⁄3′ |
| 11.            | Piccolo        | 2′    |
| 12.            | Mixtura II–IV0 |       |
| 13.            | Trompet        | 8′    |

| II. Manual C–a3 |               |        |
| 14.             | Flet          | 8′     |
| 15.             | Amabilis      | 8′     |
| 16.             | Salicet       | 8′     |
| 17.             | Vox Celestis0 | 8′     |
| 18.             | Kwintadena    | 8′     |
| 19.             | Pryncypał     | 4′     |
| 20.             | Trawersflet   | 4′     |
| 21.             | Violino       | 4′     |
| 22.             | Róg nocny     | 2′     |
| 23.             | Tercja        | 1 3⁄5′ |
| 24.             | Sifflet       | 1′     |
| 25.             | Cymbel III    |        |
| 26.             | Klarnet       | 8′     |
|                 | Tremolo       |        |

| Pedal C–f1 |            |     |
| 27.        | Violonbas0 | 16′ |
| 28.        | Subbas     | 16′ |
| 29.        | Oktawbas   | 8′  |
| 30.        | Celo       | 8′  |
| 31.        | Choralbas  | 4′  |
| 32.        | Puzon      | 16′ |

- Koppeln:
  - Normalkoppeln II/I, I/P, II/P
  - Suboktavkoppel II/I
  - Superoktavkoppel II/I

## Gräber in der Wawel-Kathedrale
Die Wawel-Kathedrale ist die Grablege der polnischen Monarchie und weiterer bedeutender Persönlichkeiten. 

### Im Kirchenraum

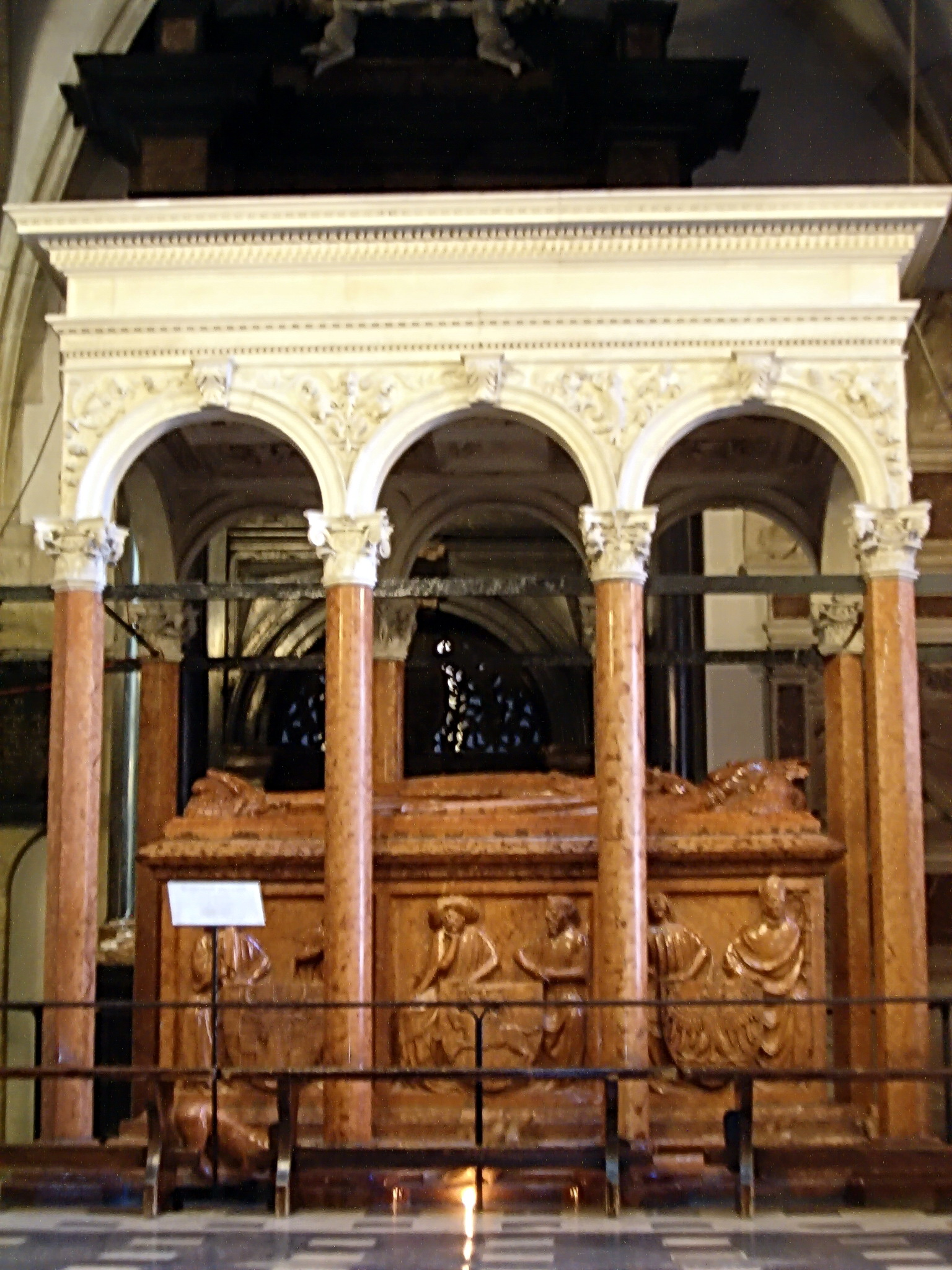
Das Grabmonument von König Władysław II. Jagiełło in der Wawel-Kathedrale

Die Gebeine folgender Mitglieder der polnischen Königsfamilien liegen in oder unterhalb von Hochgräbern oder Altaren der Wawel-Kathedrale begraben:
- Ladislaus I., König von Polen (1260–1333)
- Kasimir III. der Große, König von Polen (1310–1370)
- Hedwig I., König von Polen (1373–1399)[5]
- Ladislaus II. Jagiełło, König von Polen (1348–1434)
- Ladislaus III., König von Polen (1424–1444) – nur Kenotaph
- Kasimir IV., König von Polen (1427–1492)
- Johann I. Albrecht, König von Polen (1459–1501)
- Elisabeth von Österreich, Königin von Polen (1437–1505) – Gemahlin von König Kasimir IV.

### Königskrypten

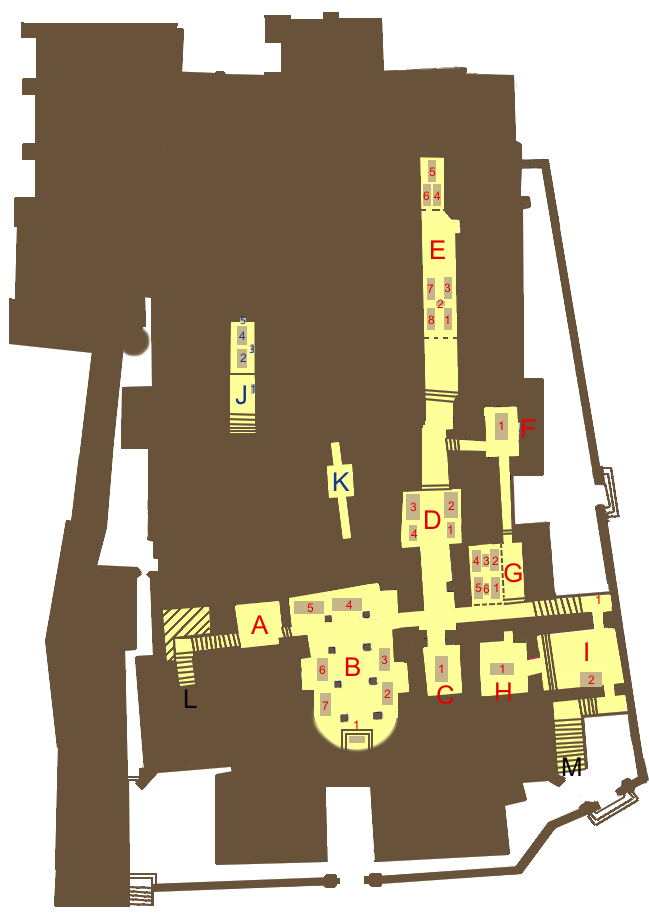
Grundriss der Krypten unter der Kathedrale: A–I Königskrypten, J Dichterkrypta, K Bischofskrypta.

Weitere Mitglieder der polnischen Königsfamilien wurden in den miteinander verbundenen und zugänglichen  Räumen der sogenannten Königskrypten bestattet, welche über die Czartoryski-Kapelle zu betreten sind. In den Königskrypten haben zudem einige weitere polnische Persönlichkeiten die letzte Ruhestätte gefunden:

#### Krypta des Hl. Leonhard
- Michael I. Korybut Wiśniowiecki, König von Polen (1640–1673)
- Johann III. Sobieski, König von Polen (1629–1696)
- Maria Kazimiera Sobieska, Königin von Polen (1641–1716) – Ehefrau von Johann III. Sobieski
- Józef Antoni Poniatowski (1763–1813)
- Tadeusz Kościuszko (1746–1817)
- Władysław Sikorski (1881–1943)

#### Krypta von Stephan Báthory
- Stefan I. Báthory, König von Polen (1533–1586) – Ehemann von Anna Jagiellonica

#### Krypta von Ladislaus IV.
- Prinzessin Anna Maria Isabella Wasa (1642–1642) – Tochter von König Ladislaus IV.
- Prinz Sigismund Kasimir Wasa (1640–1647) – Sohn von König Ladislaus IV.
- Cäcilia Renata von Österreich, Königin von Polen (1611–1644) – zweite Gemahlin von König Ladislaus IV.
- Ladislaus IV., König von Polen (1595–1648)

#### Krypta unter dem südlichen Chorumgang
- Barbara Zápolya, Königin von Polen (1495–1515) – Ehefrau von König Sigismund I.
- Sigismund II. August, König von Polen (1520–1572) – Sohn von König Sigismund I.
- Anna Jagiellonica, König von Polen (1523–1596)[5] – Tochter von König Sigismund I., Ehefrau von Stephan Báthory
- Anna von Österreich, Königin von Polen (1573–1598) – erste Gemahlin von König Sigismund III.
- Prinzessin Anna Maria Wasa (1593–1600) – Tochter von König Sigismund III.
- Prinz Alexander Karl Wasa (1614–1634) – Sohn von König Sigismund III.
- August II. der Starke, König von Polen, Kurfürst von Sachsen (1670–1733)
- Stanislaus I. Leszczyński, König von Polen (1677–1766)

#### Krypta unter der Sigismundkapelle
- Sigismund I., König von Polen (1467–1548)

#### Krypta unter der Wasa-Kapelle
- Konstanze von Österreich, Königin von Polen (1588–1631) – zweite Gemahlin von König Sigismund III.
- Sigismund III., König von Schweden und Polen (1566–1632)
- Prinz Johann Albert Wasa, Kardinal (1612–1634) – Sohn von König Sigismund III.
- Prinz Johann Sigismund Wasa (1652–1652) – Sohn von König Johann II. Kasimir
- Luisa Maria Gonzaga, Königin von Polen (1611–1667) – Gemahlin von König Ladislaus IV. und von Johann II. Kasimir
- Johann II. Kasimir, König von Polen (1609–1672)

#### Krypta von Józef Piłsudski
- Józef Piłsudski (1867–1935)

#### Vorhalle zur Piłsudski-Krypta
- Lech Kaczyński (1949–2010)
- Maria Kaczyńska (1942–2010)

### Dichterkrypta
In der separat zugänglichen Dichterkrypta begraben sind:
- Juliusz Słowacki (1809–1849)
- Adam Mickiewicz (1798–1855)

### Bischofskrypta
In der nicht öffentlich zugänglichen Bischofskrypta auf dem Wawel begraben sind u. a. folgende Bischöfe der (Erz-)Diözese Krakau:
- Kardinal Albin Dunajewski (1817–1894)
- Kardinal Adam Stefan Sapieha (1867–1951)
- Kardinal Franciszek Macharski (1927–2016)

Ausgewählte Bilder aller Krypten
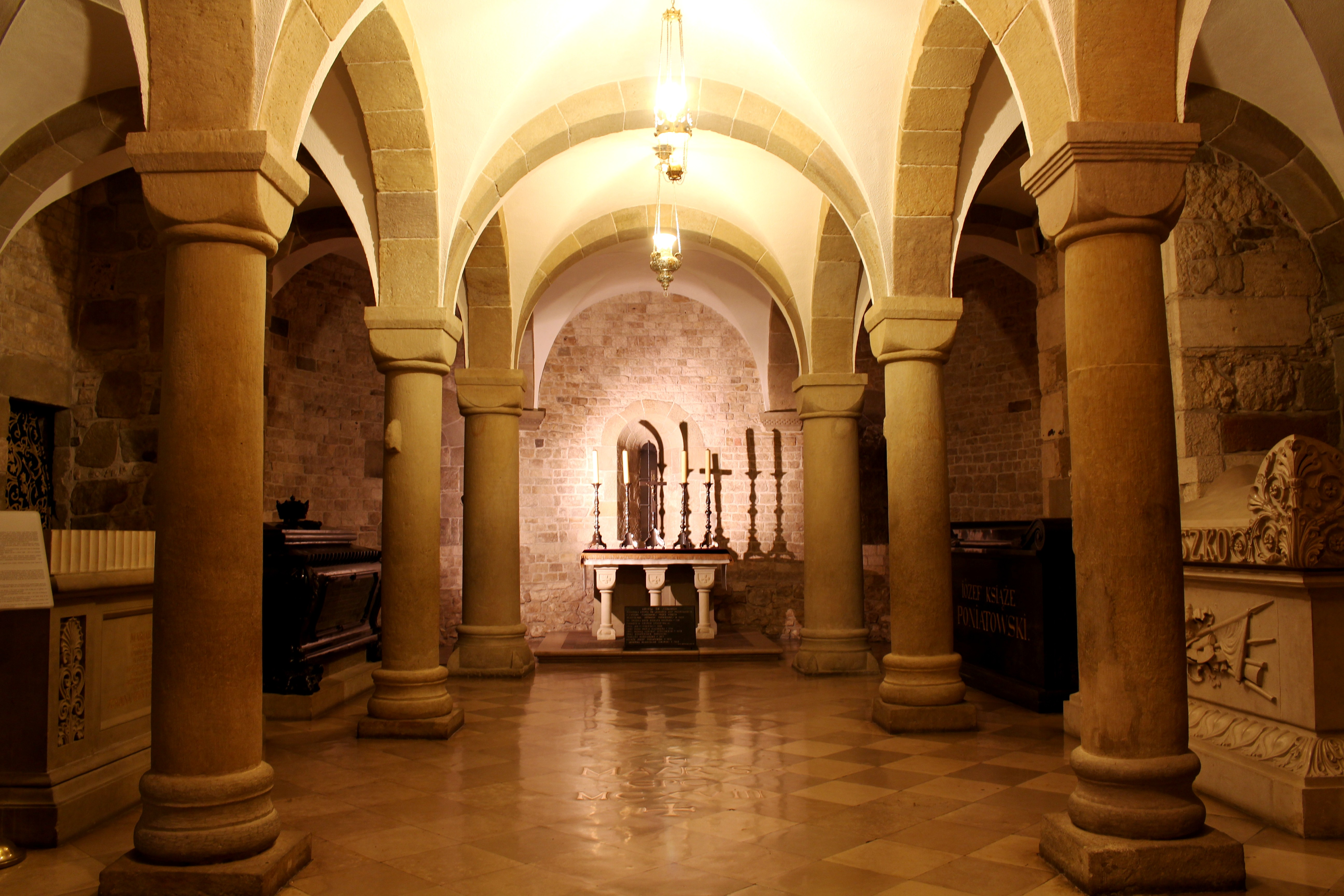
Krypta des Hl. Leonhard
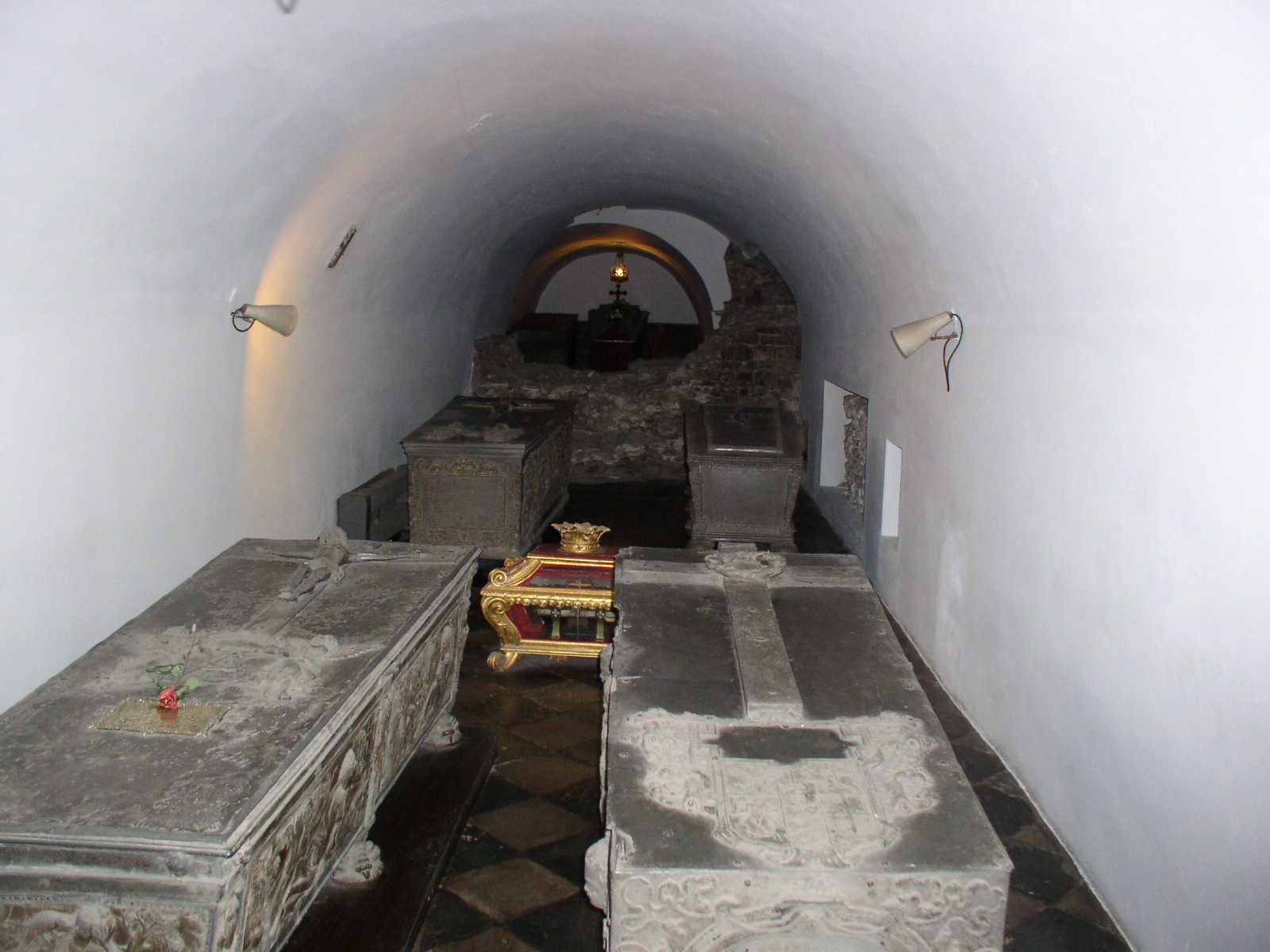
Krypta unter dem südlichen Chorumgang
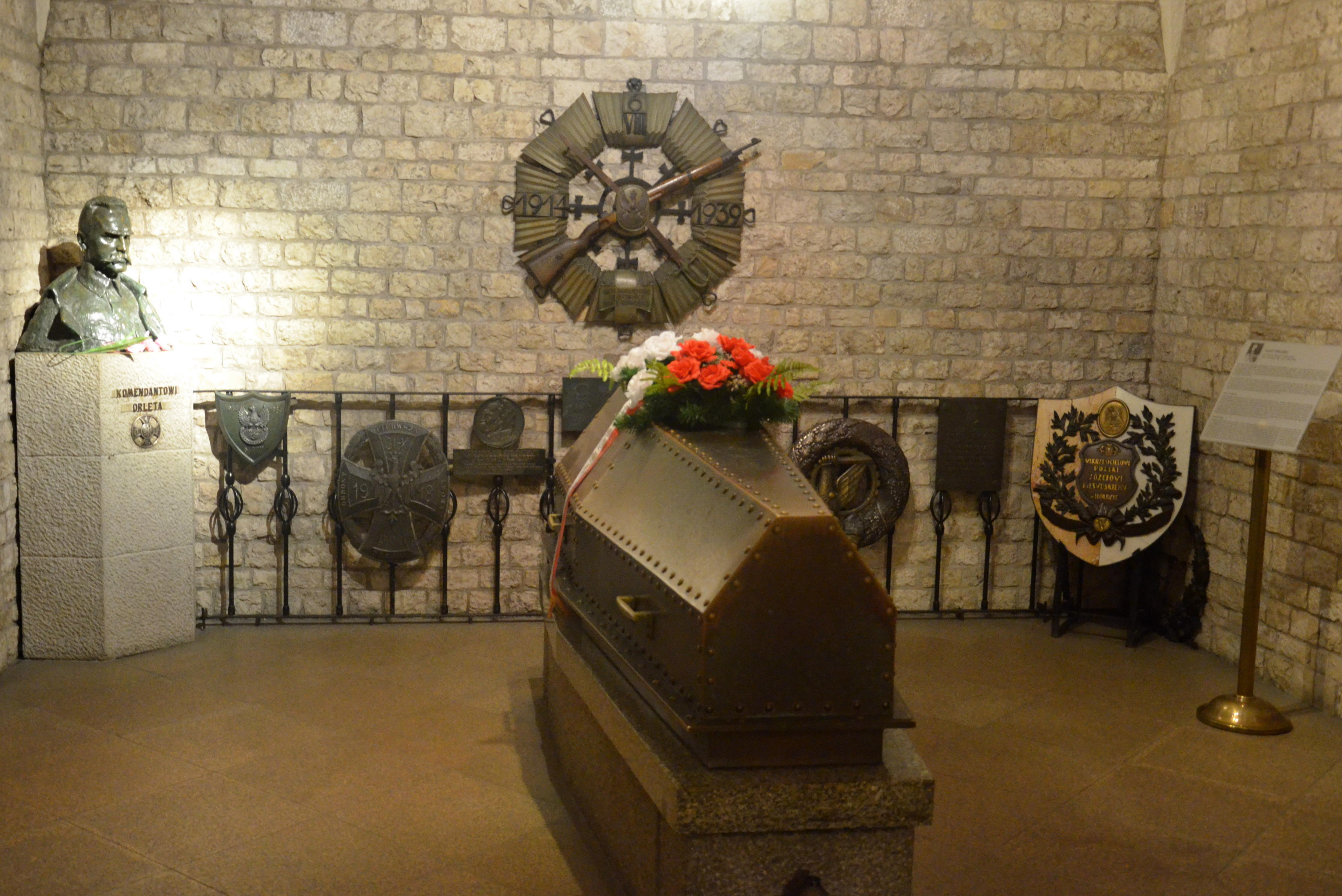
Krypta von Józef Piłsudski
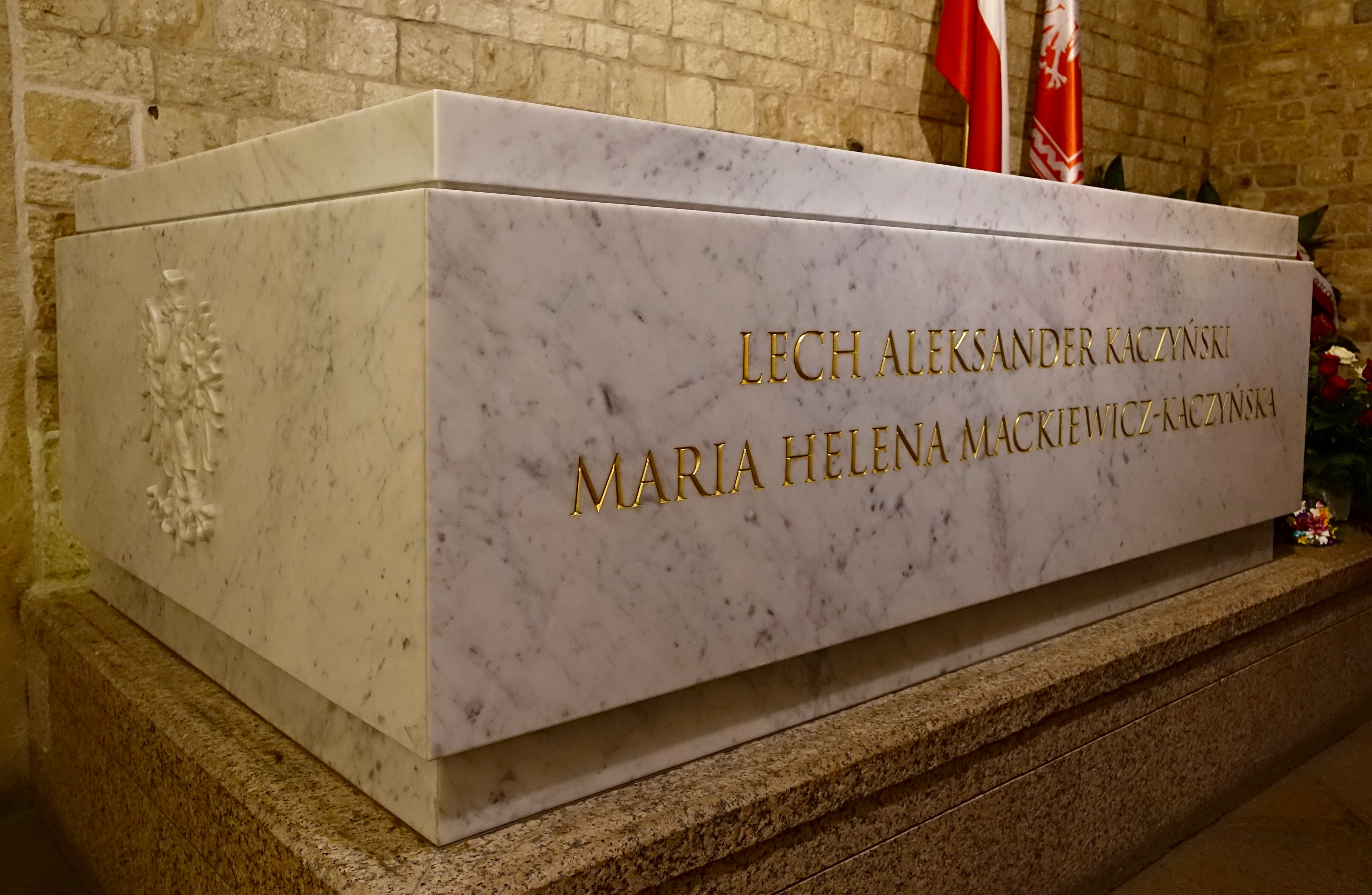
Sarkophag von Lech Kaczyński und dessen Gattin Maria Kaczyńska
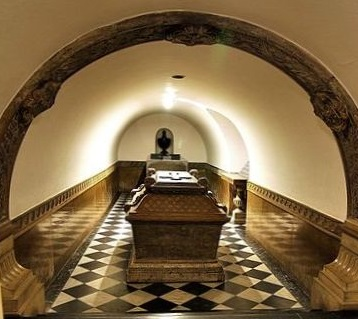
Dichterkrypta